# Андрес, Чема
Хосе Мария Андрес Байшаули (исп. José María Andrés Baixauli; род. 2005, Валенсия) или просто Чема Андрес (исп. Chema Andrés) — испанский футболист, полузащитник немецкого клуба «Штутгарт».

## Клубная карьера
Чема начинал свою карьеру в клубах «Бетера» и «Леванте» из родной Валенсии. В 2018 году он перебрался в систему мадридского «Реала». В 2024 году полузащитник начал выступления за «Реал Мадрид C», а в концовке сезона 2023/24 провёл 3 матча в составе «Кастильи».

## Международная карьера
В 2022 году Чема дебютировал за Испанию на юношеском уровне, отыграв 4 встречи в составе сборной до 18 лет. Летом 2024 года полузащитник принял участие в юношеском чемпионате Европы, проходившем в Северной Ирландии. Он отыграл все 5 матчей турнира, а в первом туре группового этапа против Дании отметился забитым голом. Таким образом, он внёс весомый вклад в успех команды, которая в итоге стала чемпионом Европы в своей возрастной категории.

## Достижения
Сборная Испании (до 19 лет)
- Чемпион Европы (до 19 лет) (1): 2024